# Jollas hawkeswoodi
Jollas hawkeswoodi là một loài nhện trong họ Salticidae.
Loài này thuộc chi Jollas. Jollas hawkeswoodi được Makhan miêu tả năm 2007.